# 2461 Clavel
A 2461 Clavel (ideiglenes jelöléssel 1981 EC1) a Naprendszer kisbolygóövében található aszteroida. Henri Debehogne és Giovanni de Sanctis fedezte fel 1981. március 5-én.